# داود حسن‌زادگان رودسری
 داود حسن زادگان رودسری، متولد 
رودسر ، دانش‌آموخته مدیریت استراتژیک، پژوهشگر و تحلیلگر سیاسی و نماینده اسبق مجلس شورای اسلامی (دوره ششم).

## زندگی و سوابق
حسن زادگان به سال ۱۳۳۹ در شهرستان رودسر زاده شد. تحصیلات ابتدایی و متوسطه را در زادگاهش گذراند. در مقطع کارشناسی در مدریت استراتژیک و حقوق بین‌الملل تحصیلات دانشگاهی خود را به پایان رسانده است. مشاور منطقه آزاد صنعتی قشم در خلیج فارس از دیگر سمت‌های اجرایی حسن زادگان در اواخر دهه هفتاد شمسی می‌باشد.

## نمایندگی مجلس
داود حسن زادگان در دوره ششم از حوزه شهرستان‌های رودسر و املش استان گیلان به مجلس راه یافت و از نمایندگان جنبش موسوم به دوم خرداد و در طیف اصلاح طلبان میانه رو می‌باشد.
در طول دوره نمایندگی سمت نایب رئیس اول و مخبر کمیسیون اصل نودم قانون اساسی انتخاب گردید. از دید بسیاری از ناظران، عملکرد کمیسیون اصل نود در مجلس ششم یکی از نقاط قوت این مجلس به حساب می‌آید.
در دوره ششم این کمیسیون به یکی از نیرومندترین کمیسیون‌های مجلس ششم بدل شد و توانست با قرائت گزارش‌های رسیدگی مربوط به به پاره‌ای از شکایت‌ها از تریبون مجلس، در جهت پرده برداشتن از بسیاری خلاف کاری‌ها و قانون شکنی‌های احتمالی کوشش کرد. چیزی که از نیمه راه مجلس اول تا پایان دوره مجلس پنجم به محاق رفته بود. در این دوره تعداد رسیدگی به شکایت‌ها دو برابر تعداد آن در دوره چهارساله مجلس پنجم بوده است و ده گزارش مهم از نتیجه رسیدگی‌ها به شکایات در صحن علنی مجلس قرائت شد که از آن جمله است: گزارش رسیدگی به شکایت‌های عمادالدین باقی، احمد زیدآبادی، ماشاالله شمس الواعظین و اکبر گنجی؛ شکایت لطیف صفری، دکتر سحابی، علی افشاری، رضا علیجانی، محسن رهامی و حسن یوسفی اشکوری؛ شکایت هدا صابر، حمید رضا جلایی پور، رئوف طاهری، هیئت تحریریه نشریه "ایران فردا"، سعید منتظری، محمد جواد اکبرین و فریبا سادات مهاجر؛ شکایت مالکین اراضی اختصاص یافته برای ورزشگاه بزرگ اصفهان، شکایت برخی از نهادهای انقلابی؛ گزارش آلودگی هوا؛ شکایت عده‌ای از وکلای دادگستری؛ شکواییه ابراهیم یزدی درباره محکومیت شماری از اعضای نهضت آزادی، عملکرد هیئت‌های گزینش و گزارش درگذشت زهرا کاظمی.
حسن زادگان عضو گروه پارلمانی ایران در سازمان ملل نیویورک بود که ریاست آن را حجت‌الاسلام و المسلمین مهدی کروبی به عهده داشت.
وی عضو و نایب رئیس هیئت نظارت بر دومین دوره انتخابات شوارهای شهر ایران و عضویت در گروه دوستی پارلمانی با کشورهای عمان و ونزوئلا را نیز در کارنامه سیاسی خود دارد